# Kim Hyunseung
Dans ce nom coréen, le nom de famille, Kim, précède le nom personnel.
Pour les articles homonymes, voir Kim.
Kim Hyeon-seung (en hangeul : 김현승, 4 avril 1913 - 11 avril 1975) est un poète sud-coréen. 

## Biographie
Kim Hyeon-seung est né le 4 avril 1913 à Pyongyang en Corée du Sud, et  il a utilisé « Da-hyeong » comme nom de plume. Diplômé du département des sciences humaines à l'université Soongsil en 1937, il fait ses débuts littéraires alors qu'il est encore étudiant : son poème Vous, quand arrive le soir solitaire (Sseulsseulhan Gyeo-ul jeonyeogi ol ttae dangsindeul) est publié dans le journal Dong-a Ilbo le 25 mars 1934 sur la recommandation de Yang Ju-dong. Il a retenu l'attention du public en proclamant ouvertement sa position de résistant face à la domination coloniale japonaise, et en publiant des poèmes avec un penchant romantique. 
Il a travaillé en tant que membre du comité central de l'Association des écrivains coréens (Hanguk munhakga hyeop-hoe) et a été professeur à la fois à l'université Chosun et à l'université Soongjeon. Il a reçu le prix culturel de la ville de Séoul en 1973. Il est décédé le 11 avril 1975.

## Œuvre
L'Institut coréen de traduction littéraire (LTI of Korea) résume l’œuvre de Kim de cette manière : 

« La poésie de Kim Hyeon-seung, qui a émergé après la Libération de la Corée, possède de fortes connotations religieuses. Plusieurs poèmes de son premier recueil de poésie intitulé La poésie de Kim Hyeonseung (Kim Hyeonseung Sicho) représentent la nature avec beaucoup d'éléments empruntés au romantisme. Après les années 1950, le poète se concentre davantage sur la description du monde intérieur. C'est grâce à ce travail spirituel que, selon lui, le poète parvient à réaliser la noblesse de l'existence. Cette prise de conscience amène l'auteur à mieux cerner la condition humain dont il perçoit finalement la nature profondément solitaire. Ainsi, bien que le poète célèbre l'existence des êtres, il revient longuement sur la solitude à laquelle il ne peut échapper. Ses œuvres comme Indestructible solitude (Gyeon-gohan godok) et Solitude absolue (Jeoldae godok), examinent l'existence humaine sous l'angle de la solitude dans un style d'écriture transcendantal »

.